# Nycteola coreana
Nycteola coreana är en fjärilsart som beskrevs av John Henry Leech 1900. Nycteola coreana ingår i släktet Nycteola och familjen trågspinnare. Inga underarter finns listade i Catalogue of Life.